# Joseph Laniel
Joseph Laniel (ur. 12 października 1889 w Vimoutiers, zm. 8 kwietnia 1975 w Paryżu) – liberalny polityk francuski, premier.
Od 26 czerwca 1953 do 12 czerwca 1954 był premierem IV Republiki Francuskiej.